# Sloupský potok (zdrojnice Punkvy)
Sloupský potok vzniká uprostřed Sloupu soutokem dvou potoků – Žďárné, do níž se kousek před tím vlévá Němčický potok, a Luhy. Potok teče přes městys Sloup, kolem vchodu do Sloupsko-Šošůvské jeskyně, u skály Hřebenáč se stáčí prudce doleva proti skalnímu masivu a do podzemí se propadá v místě zvaném Staré skály. Poté protéká spodními patry Sloupsko-Šošůvských jeskyní a Sloupským koridorem Amatérské jeskyně do propasti Macocha. Po jeho podzemním soutoku s potokem Bílá voda se říčka nazývá Punkva. Zatímco Sloupský potok má při soutoku průtok 0,44m³/s, Bílá voda má 0,43m³/s, což je dělá vzácně vyrovnanými zdrojnicemi. Spolu tvoří 90% průtoku Punkvy.

## Fotogalerie

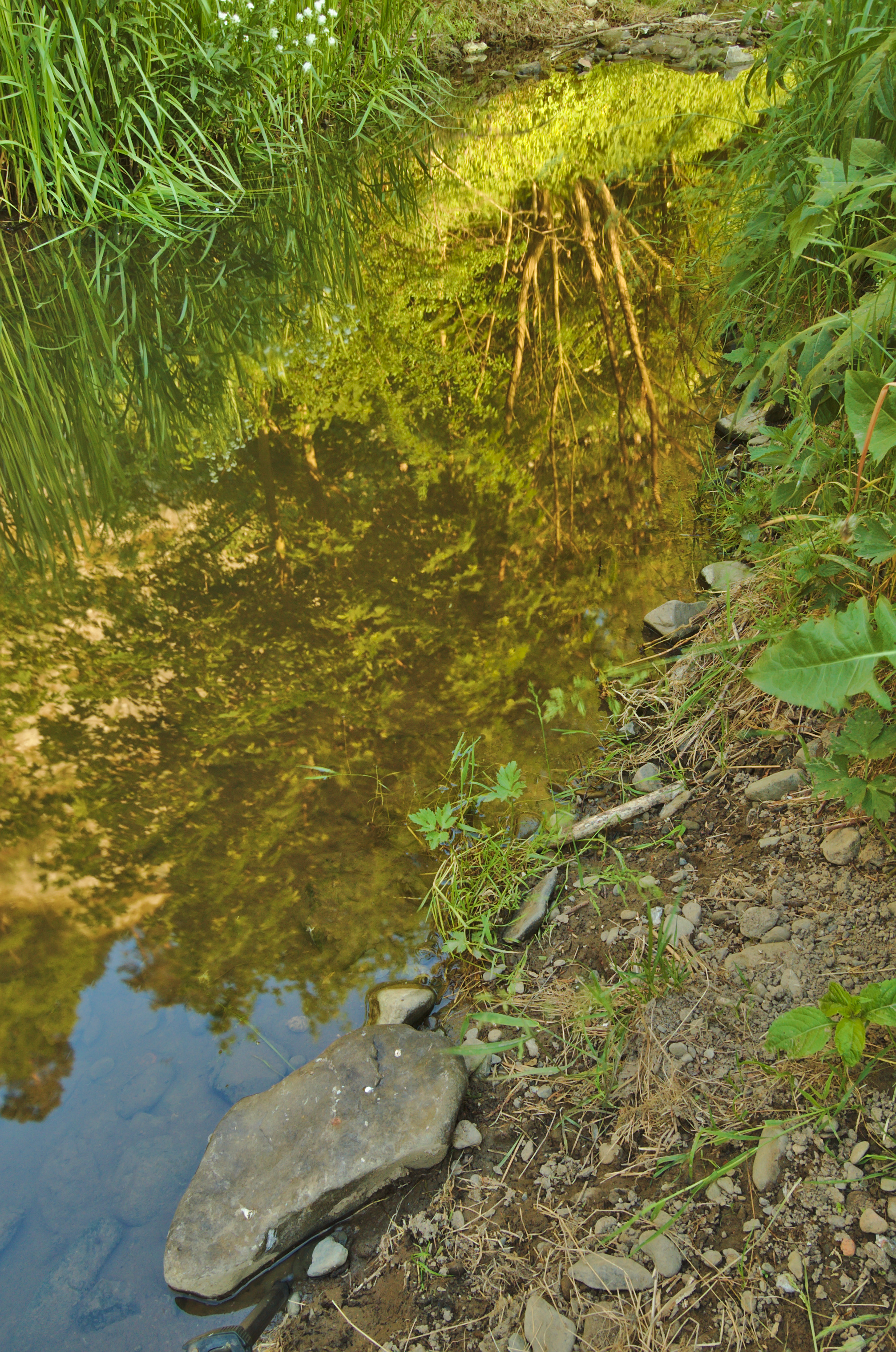
Odraz na hladině Sloupského potoka
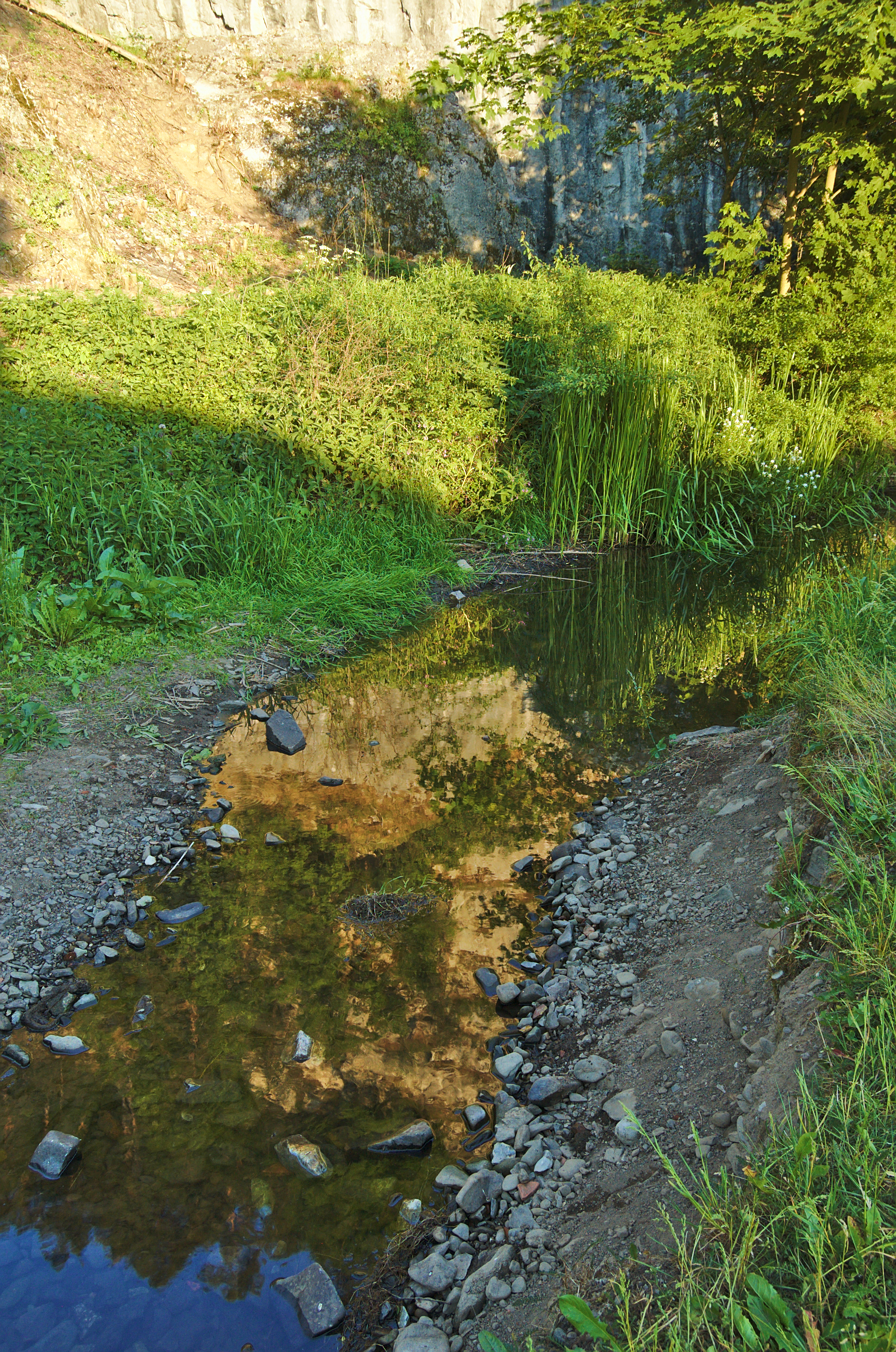
Odraz na hladině Sloupského potoka
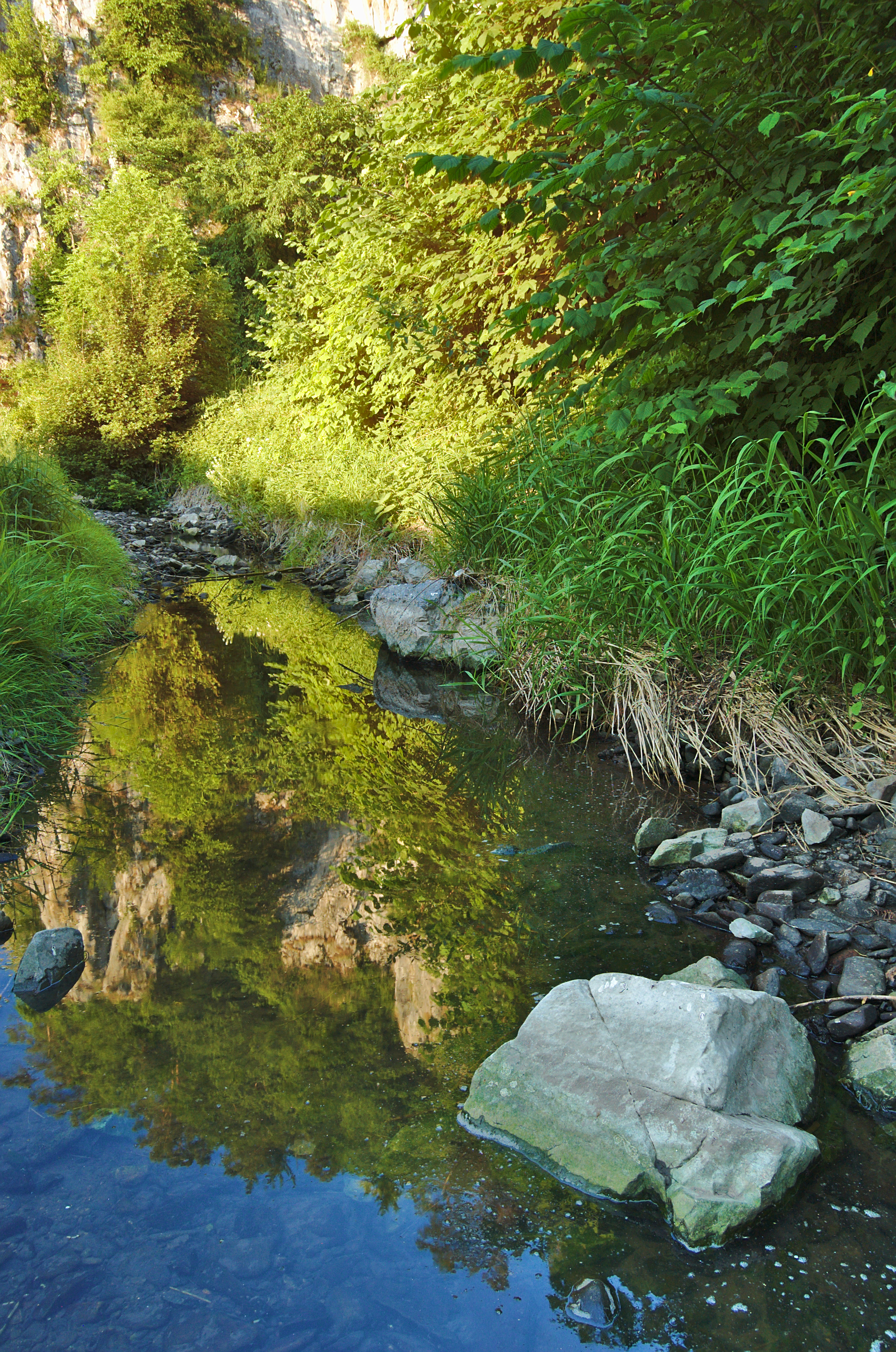
Skály Otec, Matka a Syn v odraze potoka
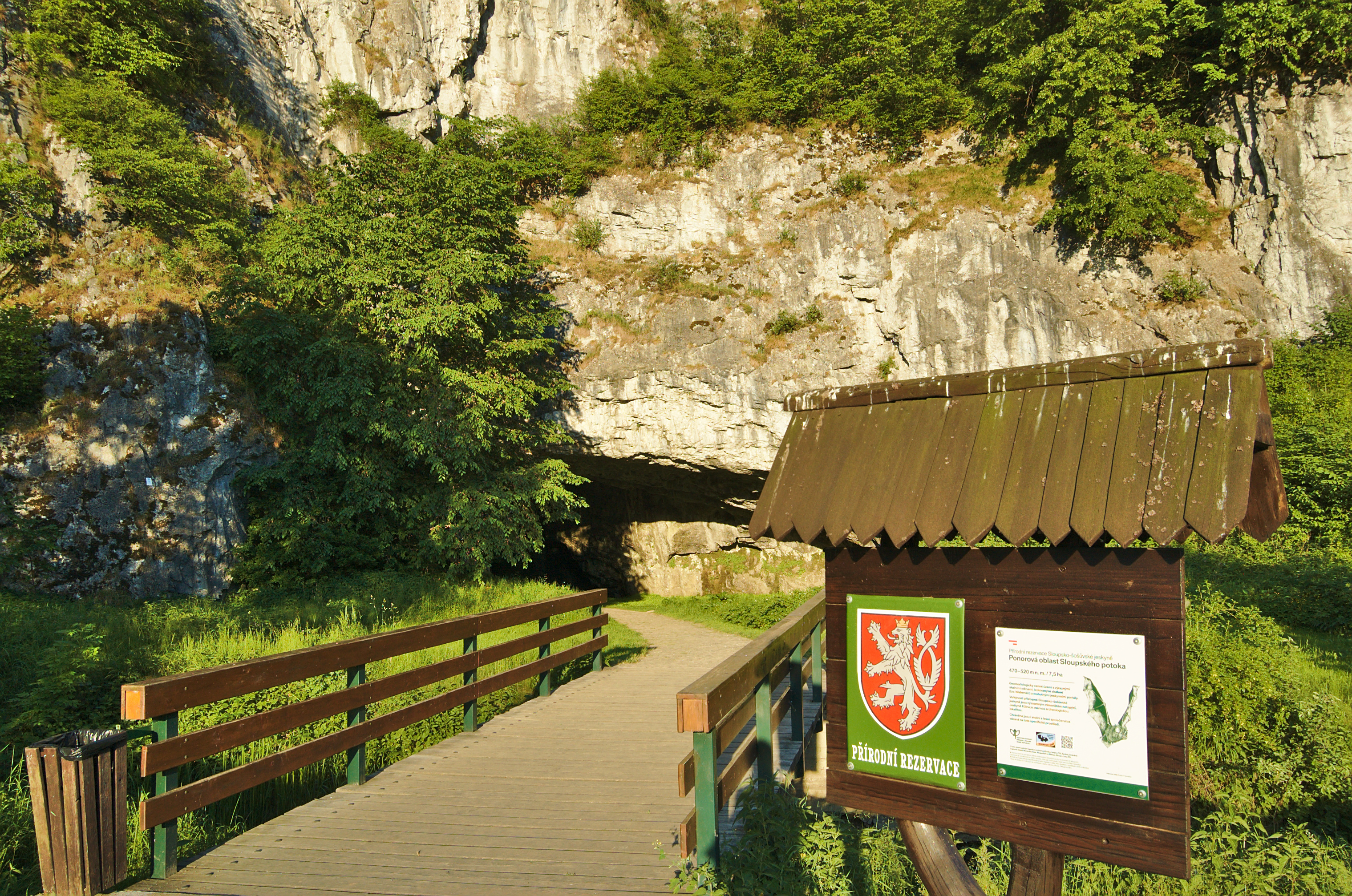
Most přes potok u vstupu do jeskyní
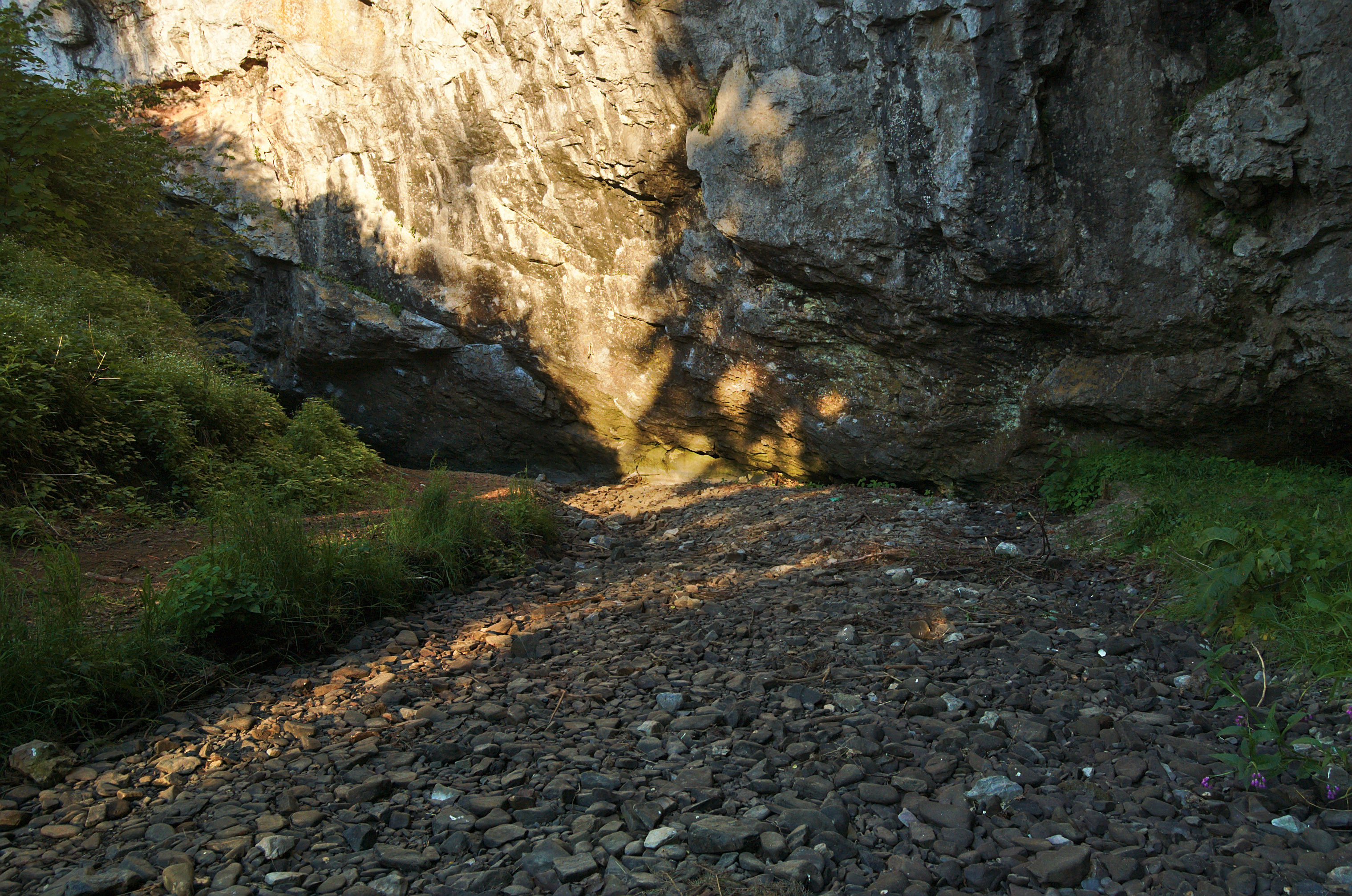
Vyschlé koryto Sloupského potoka před propadáním
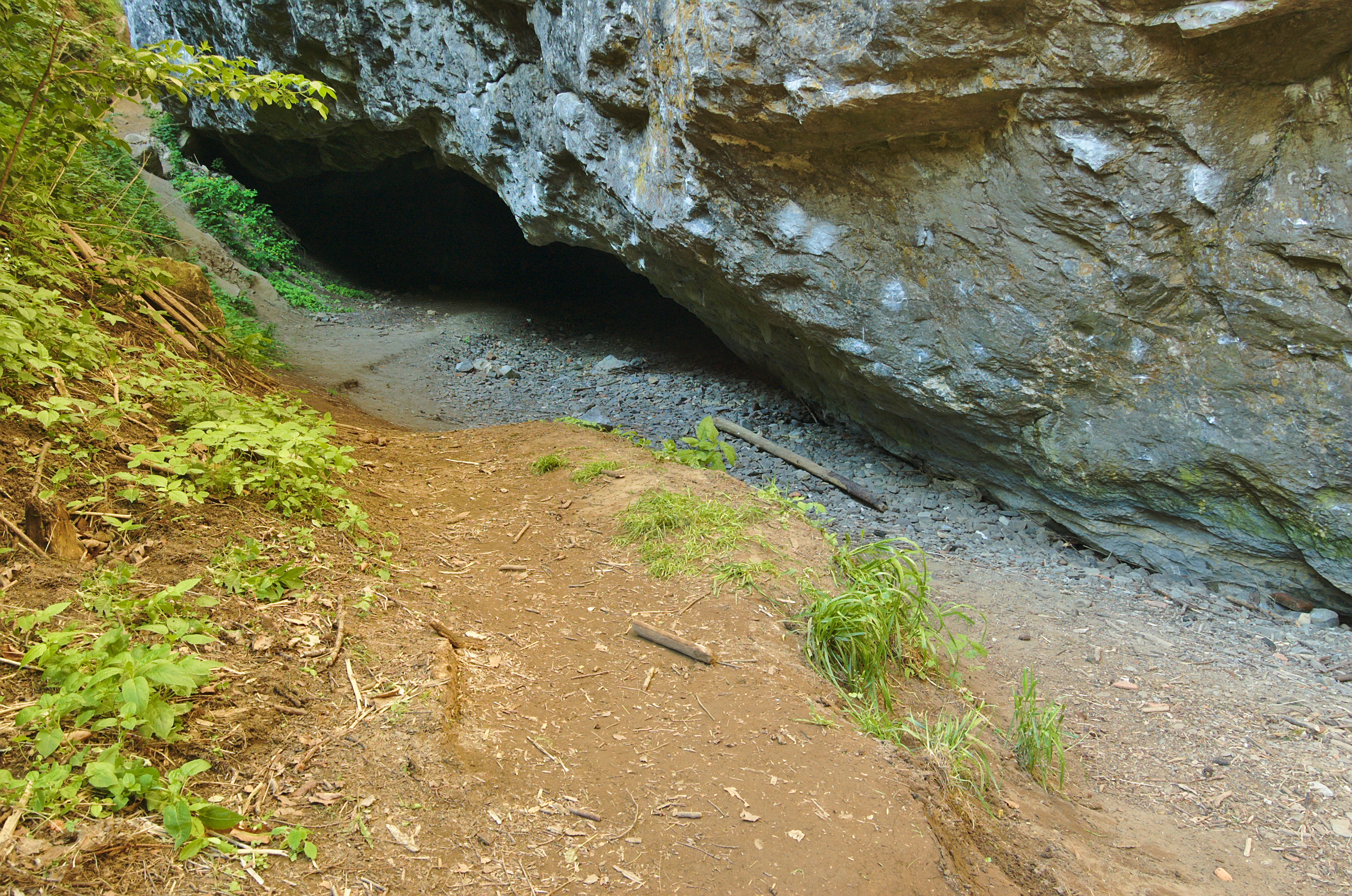
Propadání
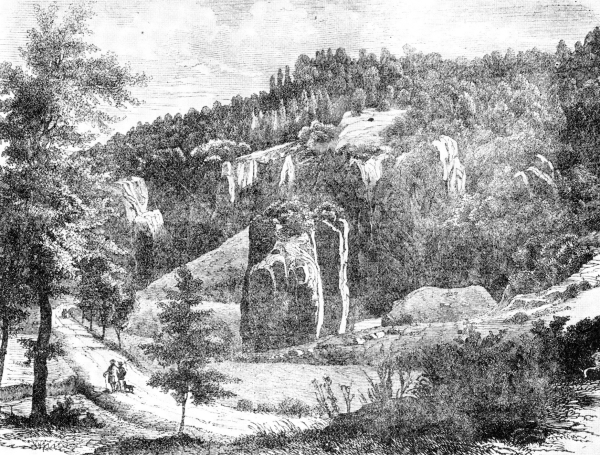
Sloupské skály roku 1857, v popředí Hřebenáč